# Bass Generation
Bass Generation je studijski album švedskog glazbenika Basshuntera. Album je 25. rujna 2009. godine objavila diskografska kuća Hard2Beat.

## Popis pjesama
| Br. | Skladba                                    | Trajanje |
| --- | ------------------------------------------ | -------- |
| 1.  | »Every Morning«                            | 3:19     |
| 2.  | »I Promised Myself«                        | 2:38     |
| 3.  | »Why«                                      | 3:12     |
| 4.  | »I Can't Deny« (feat. Lauren)              | 4:00     |
| 5.  | »Don't Walk Away«                          | 3:02     |
| 6.  | »I Still Love«                             | 3:33     |
| 7.  | »Day & Night«                              | 2:55     |
| 8.  | »I Will Learn to Love Again« (feat. Stunt) | 3:08     |
| 9.  | »Far from Home«                            | 4:11     |
| 10. | »I Know U Know«                            | 2:46     |
| 11. | »On Our Side«                              | 3:55     |
| 12. | »Can You«                                  | 2:25     |
| 13. | »Plane to Spain«                           | 3:43     |
| 14. | »Every Morning« (Michael Mind Edit)        |          |
| 15. | »Numbers«                                  | 3:20     |

## Top ljestvice i certifikati
| Ljestvica (2009. – 2010.)                            | Najviša pozicija |
| ---------------------------------------------------- | ---------------- |
| Novi Zeland                                          | 2                |
| Južnoafrička Republika                               | 14               |
| Sjedinjene Američke Države (Dance/Electronic Albums) | 15               |
| Irska                                                | 16               |
| Ujedinjeno Kraljevstvo                               | 16               |
| Sjedinjene Američke Države (Heatseekers Albums)      | 34               |
| Danska                                               | 39               |
| Francuska                                            | 41               |
| Švicarska                                            | 73               |

| Država                       | Certifikat | Prodaja |
| ---------------------------- | ---------- | ------- |
| Ujedinjeno Kraljevstvo (BPI) | Zlatna     | 100.000 |

## Vanjske poveznice
- Službena stranica